# Allancastria louristana
Allancastria louristana — дневная бабочка из семейства парусников (Papilionidae). Первоначально таксон был описан как подвид Allancastria cerisyi, затем стал трактовался как вид.

## Описание
Размах крыльев 50—60 мм. Окраска верхней стороны крыльев светло-жёлтая с рисунком, образованным из мелких чёрных и красных пятен. Бахромка крыльев пёстрая. Рисунок нижней стороны крыльев повторяет окраску верхней стороны. Брюшко опушено светлыми волосками.

## Ареал
Эндемик Ирана, на территории которого вид локально примечательность в западных и юго-западных регионах страны.

## Биология
Развивается в одном поколении за год. В целом время лёта зависит от погодных условия и может растягиваться. В начале первыми появляются самцы, а выход самок приходится на 7—10 дней позже. Для самцов типичен поисковый тип полета, характерный для прочих горных представителей подсемейства Parnassiinae. Самки летают в поисках пищи и кормовых растений для откладывания яиц. Самки после спаривания откладывают яйца по одному, приклеивая их к нижней стороне листьев. Кормовое растение гусениц — кирказон.